# كنوسية
الكُنُوسِيَة هو جنس من النباتات المزهرة في الفصيلة الخمانية. سُمي الجنس على اسم العالم كِرِستيان كِنَوَت. من أنواعها آذان الحمار.